# Krétai törpevíziló
A krétai törpevíziló (Hippopotamus creutzburgi) az emlősök (Mammalia) osztályának párosujjú patások (Artiodactyla) rendjébe, ezen belül a vízilófélék (Hippopotamidae) családjába tartozó fosszilis faj, mely kizárólag Kréta szigetén élt a pleisztocén kor közepén.

## Tudnivalók
A legkorábbi lelet mintegy 800 000 éves, a legfiatalabb pedig 375 000 évvel ezelőtti, így a krétai törpevíziló akkor pusztult ki, amikor a sziget korábbi, I. biozónának nevezett faunáját felváltotta a II. biozóna állatvilága mintegy 300 000 évvel ezelőtt. Legfontosabb fosszíliáját a kelet-krétai Dikti-hegység Katharo-fennsíkján találták 1100 méter magasan. Lábcsontjai alapján alkalmazkodott a sziklás talajon való járáshoz, inkább az ujjain járt, mint a kontinensen élő nagyobb rokona, a H. antiquus. A többi leletei beomlott partvidéki barlangokból származnak.
A krétai törpevíziló mintegy 1,5-2 méter hosszú és nem egészen 1 méter magasságú állat volt, kisebb mint a máltai Hippopotamus melitensis, de körülbelül 20%-kal nagyobb, mint a ciprusi törpe víziló (Hippopotamus minor). Két alfaja ismert, a Hippopotamus creutzburgi creutzburgi és a valamivel kisebb termetű Hippopotamus creutzburgi parvus.
Feltehetően a Hippopotamus antiquustól származik amelynek Krétára került populációja az élettér csökkenésére és az izolációra, más nagy méretű emlősökre hasonlóan, törpenövéssel reagált.

### Fordítás
- Ez a szócikk részben vagy egészben  a   Hippopotamus creutzburgi című angol Wikipédia-szócikk ezen változatának fordításán alapul.  Az eredeti cikk szerkesztőit annak laptörténete sorolja fel. Ez a jelzés csupán a megfogalmazás eredetét és a szerzői jogokat jelzi, nem szolgál a cikkben szereplő információk forrásmegjelöléseként.